# Hubmer
Hubmer ist ein deutscher Familienname.

## Herkunft und Bedeutung
Hubmer ist eine Variante des Familiennamens Huber.

## Namensträger
- Georg Hubmer (Georg Huebmer; 1755–1833), österreichischer Forstwirt und Holzhändler
- Maria Hubmer-Mogg (* 1982), österreichische Medizinerin, Kräuterpädagogin und Polit-Aktivistin